# Karl Patterson Schmidt
Pour les articles homonymes, voir Schmidt.
Karl Patterson Schmidt est un zoologiste américain, né le 19 juin 1890 à Lake Forest en Illinois et mort le 26 septembre 1957 à Chicago.

## Biographie
Fils d’un professeur d’allemand dans un établissement d’enseignement supérieur de Lake Forest où le jeune Schmidt fait ses études. La famille quitte la ville en 1907 et s’installe dans le Wisconsin pour démarrer une ferme.
Son professeur de biologie, James G. Needham, l’encourage à reprendre ses études. Ce qu’il fait en 1913, et Schmidt s’installe à Cornell au domicile de Needham. Durant presque quatre ans, il est assistant à l'université Cornell.
Il s’oriente d’abord vers la géologie mais découvre l’herpétologie durant un stage de quatre mois qu’il fait en 1915 en Louisiane auprès de la Perdee Oil Company.
En 1916, sur les recommandations de Mary Cynthia Dickerson (1866-1923), il obtient un poste d’assistant au sein du département d’herpétologie à American Museum of Natural History. Il travaille d’abord sur des spécimens récoltés par une expédition faite au Congo.
En 1922, il devient conservateur du département des amphibiens et des reptiles au Field Museum of Natural History de Chicago. Il en fera l’un des plus fameux centres de recherche en herpétologie du monde.
Il conduit ou participe à de nombreuses expéditions : Saint-Domingue (1916), Porto Rico (1919), Honduras (1923), Brésil (1926) dans les îles du Pacifique (1928-1929). En 1941, il devient conservateur en chef du Muséum, fonction qu’il conserve jusqu’à sa retraite en 1955. Au moment de celle-ci, il est fait conservateur honoraire.
Il meurt en 1957 à la suite d'une morsure de boomslang.
Il est l’auteur de plus de 200 articles ou livres, certains à destination du grand public. Bien qu’en dehors de description d’espèce, il n’ait pas réalisé de grandes découvertes, il a eu une influence considérable en herpétologie et sur les orientations de très nombreux jeunes.
Il a consacré les dernières heures de sa vie à mener une expérience scientifique sur sa mort : en effet, à la suite de la morsure d'un serpent boomslang, convaincu que la dose de venin qu'il avait reçue n'était pas mortelle, il ne prit pas de sérum antivenin et fit un compte-rendu des effets du venin, jusqu'à sa mort 24 heures après la morsure.
Parmi ses ouvrages, il faut citer :
- Homes and Habits of Wild Animals (1934).
- Our Friendly ANimals and Whence They Came (1938).
- Field Book of Snakes of the United States and Canada avec Delbert Dwight Davis (1908-1965).
- Principles of Animall Ecology avec Warder Clyde Allee (1885-1955) et Alfred Edwards Emerson (1896-1976) (1949).
- A Check List of North American Amphibians and Reptiles (1953).
- Living Reptiles of the World avec Robert Frederick Inger (1920-) (1957).